# Конидони (Вибо Валенција)
Конидони је насеље у Италији у округу Вибо Валенција, региону Калабрија.
Према процени из 2011. у насељу је живело 208 становника. Насеље се налази на надморској висини од 157 м.